# Caragobius burmanicus
Caragobius burmanicus är en fiskart som först beskrevs av Hora 1926.  Caragobius burmanicus ingår i släktet Caragobius och familjen smörbultsfiskar. Inga underarter finns listade.